# Veigar Páll Gunnarsson
Veigar Páll Gunnarsson (Reykjavík, 21 marzo 1980) è un ex calciatore islandese, di ruolo attaccante.

## Carriera

### Club
Comincia con gli islandesi dello Stjarnan prima di passare allo Strømsgodset in Norvegia con cui rimane una stagione prima di tornare in patria al KR Reykjavík. Nel 2004 è una prima volta allo Stabæk in Norvegia, con cui rimane 4 anni prima di andare al Nancy per una stagione e tornare nuovamente allo Stabæk.
Il 30 luglio 2011, il Vålerenga annunciò sul proprio sito l'ingaggio dell'attaccante islandese. TV2 riportò l'indiscrezione per cui lo Stabæk rifiutò un'offerta da parte del Rosenborg pari a 5.000.000 di corone, mentre la cifra prevista per il trasferimento al Vålerenga era di 1.000.000 per Gunnarsson e, contemporaneamente, di 4.000.000 per il giovane Herman Stengel. Precedentemente, al momento del trasferimento di Gunnarsson allo Stabæk dal Nancy, fu inserita una clausola che permetteva ai francesi di ricavare il 50% degli introiti di una futura cessione del calciatore. I due club norvegesi furono così accusati di aver trovato un espediente per far sì che la cifra intascata dal Nancy fosse più bassa dell'effettivo valore dell'attaccante. Il Nancy reclamò allora la cifra di 250.000 euro (2.500.000 corone), ossia la metà di quanto offrì il Rosenborg per il cartellino di Gunnarsson. Il 17 novembre, il Nancy risolse la sua causa con lo Stabæk ottenendo 1.000.000 di corone.
La Norges Fotballforbund indagò sul trasferimento e multò Vålerenga e Stabæk rispettivamente per 350.000 e 500.000 corone; i dirigenti Erik Loe, Inge André Olsen e Truls Haakonsen furono squalificati per 18 mesi (eccetto Haakonsen, la cui squalifica fu prevista per 12 mesi). La polizia indagò su Vålerenga, Stabæk e Rosenborg, dopo essersi consultata con la commissione d'inchiesta della federazione norvegese. Olsen e Haakonsen furono arrestati in data 30 novembre.
Il 16 agosto 2012, rescisse il contratto che lo legava al club. Il 20 agosto, fa un'altra volta ritorno allo Stabæk, firmando un accordo valido per il successivo anno e mezzo. A fine stagione, manifestò però la volontà di tornare in Islanda e rescisse quindi anche il contratto con lo Stabæk. Il 28 novembre 2012, firmò un contratto quadriennale con lo Stjarnan.

### Nazionale
Conta anche 34 presenze e 6 gol con la Nazionale dell'Islanda, oltre a diverse apparizioni nelle rappresentative giovanili.

## Palmarès

### Club

#### Competizioni nazionali
- Campionato islandese: 2

KR Reykjavik: 2002, 2003
- Campionato norvegese: 1

Stabaek: 2008
- 1. divisjon: 1

Stabaek: 2005